# Arkadiusz Schiedel
Arkadiusz Schiedel (ur. 17 sierpnia 2000) – polski chodziarz sportowy.

## Kariera
W 2018 Arkadiusz Schiedel zajął drugie miejsce w chodzie na 10000 m na mistrzostwach Polski juniorów we Włocławku.
W 2021 roku startował w młodzieżowych mistrzostwach Polski U23 w Gdansku, gdzie na dystansie 20 km zdobył srebrny medal. Rok później powtórzył to osiągnięcie również zajmując drugą lokatę.
W 2025 zdobył srebrny medal na halowych mistrzostwach Polski seniorów na dystansie 5000 m. 22 marca zdobył tytuł wicemistrza na mistrzostwach Polski seniorów w chodzie na 35 km zorganizowanych w Dudincach w ramach zawodów Dudinská Päťdesiatka. 4 maja na Korzeniowski Warsaw Race Walking Cup 2025 zdobył brązowy medal mistrzostw Polski na 20 km.
Od 2014 roku reprezentuje klub MLKS Nadwiślanin Chełmno.

## Osiągnięcia

### Krajowe
| Rok  | Impreza                            | Miejsce  | Konkurencja    | Pozycja    | Wynik    |
| ---- | ---------------------------------- | -------- | -------------- | ---------- | -------- |
| 2025 | Halowe mistrzostwa Polski seniorów | Toruń    | chód na 5000 m | 2. miejsce | 21:08,33 |
| 2025 | Mistrzostwa Polski seniorów        | Dudince  | chód na 35 km  | 2. miejsce | 2:52:54  |
| 2025 | Mistrzostwa Polski seniorów        | Warszawa | chód na 20 km  | 3. miejsce | 1:27:12  |

### Juniorzy – krajowe
| Rok  | Impreza                        | Miejsce | Konkurencja   | Pozycja    | Wynik   |
| ---- | ------------------------------ | ------- | ------------- | ---------- | ------- |
| 2021 | Młodzieżowe mistrzostwa Polski | Gdańsk  | chód na 20 km | 2. miejsce | 1:41:14 |
| 2022 | Młodzieżowe mistrzostwa Polski | Gdańsk  | chód na 20 km | 2. miejsce | 1:37:47 |